# عبدی‌اوغلو، یورگیر
ابدی‌وگلو، یورگیر (به لاتین: Abdioğlu, Yüreğir) در ترکیه است که در adana province واقع شده‌است.